# Dekanat XIV – św. Macieja Apostoła w Siewierzu
Dekanat siewierski – dekanat diecezji sosnowieckiej należący do 1992 do diecezji kieleckiej. Patronem dekanatu jest św. Maciej.
Dekanat powstał w 1765 z wydzielenia części parafii z dekanatu bytomskiego.

## Parafie
Do dekanatu należą parafie:
1. Brudzowice – Parafia Narodzenia Najświętszej Maryi Panny
2. Dąbie – Parafia Wniebowzięcia Najświętszej Maryi Panny
3. Trzebiesławice – Parafia Najświętszej Maryi Panny Wspomożenia Wiernych w Dąbrowie Górniczej
4. Ożarowice – Parafia Świętej Barbary
5. Parafia Najświętszego Serca Pana Jezusa w Siewierzu
6. Parafia św. Macieja Apostoła w Siewierzu
7. Mierzęcice (Targoszyce) – Parafia Świętego Mikołaja
8. Wojkowice Kościelne – Parafia Świętego Marcina BM
9. Zendek – Parafia Świętego Stanisława BM
10. Żelisławice – Parafia Świętego Jana Chrzciciela